# Marcello Cuttitta
Marcello Cuttitta (Latina, 2 de septiembre de 1966) es un exjugador italiano de rugby que se desempeñaba como wing. Fue entrenador del Amatori Milano de Milán. Jugó para la Azzurri entre 1987 y 1999, y es el jugador con mayor número de tries marcados (25).

## Carrera

### Jugador
Marcello Cuttitta nació en Latina (Italia) dentro de una familia de origen napolitano,y al igual que su hermano gemelo Massimo y su hermano mayor Michele se dedicaron al rugby (aunque este último sólo de forma amateur). A finales de los 60 se mudan a Sudáfrica, y no volverían a Italia hasta 1985.
Sería en Sudáfrica donde los hermanos Cuttitta comenzaron a jugar al rugby; y a su regreso a Italia se unieron a las filas del L'Aquila, mientras que el mayor, Michele, comenzó los estudios de ingeniería. Así comenzaría la carrera profesional de los Gemelli Cuttitta, Massimo pilar, y Marcello, ala.
Jugando en el L'Aquila llegaría su primera convocatoria con la Selección Italiana de Bertrand Fourcade para jugar el Trofeo FIRA del bienio 1985-1987. El día del debut fue el 18 de enero de 1987, en Lisboa contra Portugal. Ese mismo verano iría a Nueva Zelanda para jugar el Mundial de 1987, jugando el partido inaugural del torneo contra los All Blacks, y asombrar al mundo entero después de los partidos contra Argentina y Fiji hasta el punto de formar parte del "XV ideal" del torneo.
En 1988 se va, junto con su hermano Massimo, al Amatori Milano, que posteriormente sería el AC Milan, jugando 10 temporadas en el equipo lombardo junto a grandes jugadores italianos como Croci, Domínguez, Vaccari y Properzi que dominaron el rugby italiano al inicio de los '90 con los títulos de liga en las temporadas 1990-1991, 1992-1993, 1994-1995 y 1995-1996 y la Copa de Italia de 1995.
Su hermano gemelo haría su debut con la selección el 7 de april de 1990 en Nápoles contra Polonia, por lo que los Gemelli Cuttita se juntan también en la selección para disputar el Mundial de 1991 en Inglaterra, en la que Marcello deslumbra de nuevo al mundo entero, y el Mundial de 1995 en Sudáfrica. Este sería el último mundial para Marcello, puesto que durante el primer partido contra Samoa sufre una lesión en el hombro que le hará dejar el torneo, pero no sin antes entrar en la historia como uno de los pocos jugadores capaces de anotar un ensayo en tres Mundiales distintos (los otros dos son nada más y nada menos que Gavin Hastings y Ieuan Evans).
Pero el hito más importante para ambos, como para el rugby italiano, fue la final del Trofeo FIRA1995-1997 en Grenoble contra Francia, lo que constituye el primer y único título oficial de los Azzurri y la única victoria contra los Galos.
En 1998 las carreras de Marcello y Massimo se separa, puesto que el segundo decide viajar a Londres para jugar con los Harlequins mientras que Marcello hace las maletas hacia Calvisano, a donde el AC Milan se traslada por problemas institucionales. Será en Calvisano, donde terminará su carrera profesional al final de la temporada 1999-2000. Siguió jugando con la selección después del Mundial de Sudáfrica hasta el 30 de enero de 1999, en Génova, fecha de su último partido como internacional contra Francia XV.
Con 25 ensayos en partidos internacionales (15 de ellos de 4 puntos), para un total de 110 puntos de Azzurro, Marcello Cuttitta es el mejor realizador de la historia de la selección italiana, por delante de Vaccari (22) y Carlo Checchinato (21).
También disputó un partido con los Barbarians, el 17 de marzo de 1998 en Leicester contra los Leicester Tigers (con victoria 73-19).

### Participaciones en Copas del Mundo
Disputó la Copa del Mundo de Rugby de Nueva Zelanda 1987; Italia fue eliminada en fase de grupos con derrotas ante los All Blacks y los Pumas pero pudo ganar a Fiyi. Cuatro años más tarde participó en Inglaterra 1991, en la que la Azzurri comenzó el Mundial venciendo a Estados Unidos pero luego fue derrotada por el XV de la Rosa y los All Blacks. Jugó su último mundial en Sudáfrica 1995 venciendo a Argentina y perdiendo con Samoa e Inglaterra.
| Mundial                       | Sede          | Resultado    | PJ | Tries |
| ----------------------------- | ------------- | ------------ | -- | ----- |
| Copa Mundial de Rugby de 1987 | Nueva Zelanda | Primera fase | 3  | 2     |
| Copa Mundial de Rugby de 1991 | Inglaterra    | Primera fase | 3  | 2     |
| Copa Mundial de Rugby de 1995 | Sudáfrica     | Primera fase | 2  | 0     |

### Entrenador
Convertido en entrenador, forma parte en 2002 de la refundación del Amatori Milano, junto con Massimo Giovanelli, con el nombre de Iride Cologno. Comienza así el renacimiento de uno de los clubs más importantes de Italia desde la Serie C a la actual Serie A1 (segunda división del Campeonato italiano).
Desde 2005 Cuttita tomó el cargo de entrenador hasta 2011.

## Palmarés
- Copa FIRA: 1

Campeón con Italia de 1995-97.
- Campeonatos italianos: 4

Campeón con Amatori Milano-AC Milan de 1990-91, 1992-93, 1994-95 y 1995-96.
- Copas de Italia: 1

Campeón con AC Milan de 1994-95.